# Tsültrim Gyatso
Tsültrim Gyatso (Litang, 29 maart 1816 - september 1837) was de tiende dalai lama van Tibet.

## Achtergrond
De negende dalai lama Lungtog Gyatso was in 1815 op tienjarige leeftijd overleden. De toenmalige regent in Tibet, de zevende demo rinpoche, Ngawang Lobsang Thubten Jigme Gyatso,organiseerde vrij snel na de begrafenisplechtigheden een zoektocht naar de volgende reïncarnatie.Dat leverde zes mogelijke kandidaten op,waarvan er 5 buiten Centraal-Tibet afkomstig waren. In de Tibetaanse geschiedschrijving wordt vermeld, dat de jongen die later de naam Tsültrim Gyatso ontving de belangrijkste kandidaat was. In 1819 overlijdt de regent Ngawang Lobsang Thubten Jigme Gyatso. Zijn opvolger is de dan 26-jarige tweede Tsemönling rinpoche, Ngawang Jampäl Tsültrim Gyatso, een man met op dat moment geen enkele politieke of bestuurlijke ervaring.

## Gouden urn
Aan het eind van de 18e eeuw hadden  twee invasies in Tibet door de gurkha's in 1788 en 1791 plaatsgevonden. Als rechtstreeks gevolg daarvan had de Chinese keizer Qianlong   de  Proclamatie van 29 maatregelen voor een Beter en meer Efficiënt Bestuur van Tibet uitgevaardigd.  Onderdeel van die maatregelen was de introductie van de Gouden urn, een divinatieprocedure waarmee voortaan hoge reïncarnaties van de gelug zoals de dalai lama en de panchen lama zouden worden geselecteerd. Met deze maatregel tracht de keizer het ontstane nepotisme in het selectiebeleid te doorbreken. Er wordt vanaf dat moment ook een register aangelegd van selecties van tulkus. De Proclamatie voorzag wel in de mogelijkheid dat men een beroep op de Chinese keizer kon doen om af te zien van de procedure van de Gouden urn,indien daar aanleiding voor zou kunnen zijn.
De eerste regent tijdens de periode van de negende dalai lama was erin geslaagd de Chinese ambans voor een voldongen feit te stellen met de erkenning van Lungtog Gyatso. Hij had zodanig gemanoeuvreerd, dat slechts achteraf en om protocollaire redenen een dergelijk - ook achteraf ingewilligd - verzoek was gedaan.
Ngawang Jampäl Tsültrim Gyatso miste die politieke vaardigheden of de omstandigheden maakten dat niet mogelijk. De klassieke Tibetaanse en Chinese geschiedschrijving hebben verschillende opvattingen over de gang van zaken ten aanzien van de erkenning van deze dalai lama. In de Tibetaanse geschiedschrijving wordt niets vermeld ten aanzien van een verzoek aan de keizer Jiaqing om de Gouden urn niet te hanteren. De Chinese geschiedschrijving verwijst echter naar twee reëel bestaande  documenten. In het eerste wordt het verzoek  gedaan om de Gouden urn-procedure niet toe te passen. Het tweede document is de afwijzing van het verzoek door  Jiaqing.
De feitelijke procedure met de Gouden urn vond pas plaats  in 1822 met de selectie van Tsültrim Gyatso als tiende dalai lama als resultaat.

## Economische motieven
Deze dalai lama is  na Lungtog Gyatso de tweede  van een rij  dalai lama's ( in totaal 5 )  die van buiten  Centraal-Tibet afkomstig is. De achtste dalai lama was de laatste die in de aristocratie van Centraal-Tibet reïncarneerde. De positie van een dalai lama bracht met zich mee dat zijn familie na zijn erkenning meteen in de hoogste adelstand van Tibet werd verheven en landerijen, veestapels en horigen kreeg toegewezen. Het onder de familie te verdelen land moest afkomstig zijn van de overheid of van bestaande adellijke families die het land in de vorm van een leen hadden ontvangen. In de praktijk had dat meestal plaatsgevonden door vererving.
De herverdeling daarvan werd vanaf het begin van de 19e eeuw steeds moeilijker. Om al te grote spanningen tussen de bestaande adel uit Centraal-Tibet enerzijds en weliswaar niet-aristocratische, maar vrijwel altijd toch welvarende families anderzijds te voorkomen,ging men op zoek naar kandidaten buiten dit gebied. Families van buiten Centraal-Tibet konden ook gemakkelijker worden gelieerd aan bestaande grootgrondbezitters die zelf geen nakomelingen hadden.
Door  de erkenning van Tsültrim Gyatso ontstond de adellijke familie Yuthok, die tot in de 20e eeuw een rol speelde in de Tibetaanse politiek.

## Politieke ontwikkelingen  tijdens de periode
Tibet raakte vanaf 1822 enkele keren betrokken bij de haast voortdurende burgeroorlogen in Bhutan. Het bleef echter beperkt tot Tibetaans optreden  in lokale conflicten die aanleiding hadden gegeven tot meningsverschillen over de juiste grensafbakening. In dat decennium  werd  de eerste vorm van iets als een volkstelling in Tibet georganiseerd. Het handelde dan in essentie om de draagkracht van huishoudens en landgoederen vast te stellen als nieuwe grondslag voor een vorm van belastingheffing. Ook dat leidde in een aantal gebieden tot onrust, die tot militair optreden leidden, maar ook hier bleven de conflicten een beperkt lokaal karakter houden.
De dalai lama ondernam enkele reizen naar verschillende kloosters en verbleef langere tijd in het Seraklooster.

## Overlijden
De leeftijd waarop een dalai lama de feitelijke bestuurlijke bevoegdheden van een regent overneemt is in de Tibetaanse traditie achttien jaar. Deze dalai lama  overlijdt in 1837 op 22-jarige leeftijd zonder ooit enige politieke of bestuurlijke macht te hebben uitgeoefend.
De negende tot en met twaalfde dalai lama overleden allen op jeugdige leeftijd onder mysterieuze omstandigheden.In de officiële biografieën van deze dalai lama's wordt steeds vermeld dat hun natuurlijke dood het gevolg is van een ziekte. Er zijn echter  nogal wat historici en tibetologen, die uitgaan van de veronderstelling, dat meerdere van deze vier dalai lama's vermoord zijn. Dat geldt dan met name voor deze dalai lama. Het zou dan handelen om een proces van vergiftiging. Ook van Tibetaanse zijde zelf is dit ten aanzien van deze dalai lama benoemd. De regent Ngawang Jampäl Tsültrim Gyatso  houdt zijn macht ook in deel van de periode van de volgende - de elfde - dalai lama Khädrub Gyatso. De regent wordt echter in 1844 gedwongen af te treden. Een van de meerdere beschuldigingen tegen hem is betrokkenheid bij moord op Tsültrim Gyatso.

- Gemeinsame Normdatei: 122235762
- International Standard Name Identifier: 0000 0003 9103 1269
- Library of Congress Control Number: no2017013130
- Nationale Bibliotheek van Polen: a0000001238357
- Nederlandse Thesaurus van Auteursnamen: 314282513
- Virtual International Authority File: 284747514
- WorldCat: E39PBJdMhcFmDbdMtFthDm9v73

1: Gendün Drub · 2: Gendün · 3: Sönam · 4: Yönten · 5: Ngawang Lobsang · 6: Tsangyang · (6: Yeshe) · 7: Kälsang · 8: Jampäl · 9: Lungtog · 10: Tsültrim · 11: Khädrub ·   12: Trinley · 13: Thubten · 14: Tenzin